# Roeland Fernhout
Roeland Fernhout (* 18. dubna 1972 Tilburg) je nizozemský herec. Svou kariéru zahájil počátkem devadesátých let a od té doby hrál v několika desítkách filmů a televizních seriálů. Rovněž vystupoval v divadle, od roku 1999 působí v Toneelgroep Amsterdam. V letech 2005 až 2008 uváděl cestovatelský pořad RTL Travel. Roku 2011 se účastnil nizozemské verze soutěžního pořadu Pevnost Boyard.

## Filmografie (výběr)
- Moje sestřička (1995)
- Sibiř (1998)
- Sentimental Education (1998)
- Baby Blue (2001)
- Kazatel (2004)
- Zucht (2007)
- Admirál (2015)
- Tiché doteky (2019)